# Associazione Sportiva Fanfulla 1959-1960
Questa voce raccoglie le informazioni riguardanti l'Associazione Sportiva Fanfulla nelle competizioni ufficiali della stagione 1959-1960.

## Stagione
Ritornata in Serie C, la squadra lodigiana disputa la stagione 1959-60 nel girone A, con 33 punti si piazza in decima posizione, il torneo promuove in Serie B la Pro Patria con 48 punti, mentre retrocedono in Quarta Serie il Vigevano ed il Monfalcone che si chiamava Cantieri R.D.A..

## Rosa
| N. |                   | Ruolo | Calciatore        |
| -- | ----------------- | ----- | ----------------- |
|    | Italia (bandiera) | C     | Giorgio Almasio   |
|    | Italia (bandiera) | D     | Giampiero Bassi   |
|    | Italia (bandiera) | A     | Paolo Bernasconi  |
|    | Italia (bandiera) | C     | Enrico Callegari  |
|    | Italia (bandiera) | P     | Dino Camillo      |
|    | Italia (bandiera) | D     | Florio Ghezzi     |
|    | Italia (bandiera) | C     | Silvano Chiumento |
|    | Italia (bandiera) | C     | Angelo Copreni    |
|    | Italia (bandiera) | D     | Antonio Foresti   |

| N. |                   | Ruolo | Calciatore          |
| -- | ----------------- | ----- | ------------------- |
|    | Italia (bandiera) | C     | Giancarlo Gaudenzi  |
|    | Italia (bandiera) | C     | Oscar Lorenzi       |
|    | Italia (bandiera) | C     | Giuseppe Mereghetti |
|    | Italia (bandiera) | C     | Danilo Ravani       |
|    | Italia (bandiera) | C     | Luigi Sala          |
|    | Italia (bandiera) | A     | Giovanni Tironi     |
|    | Italia (bandiera) | A     | Vincenzo Traspedini |
|    | Italia (bandiera) | P     | Vito Vaglia         |
|    | Italia (bandiera) | C     | Adelio Verga        |